# Dylan Thomas (hockeyer)
Dylan Thomas (Tokoroa, 14 februari 1996) is een Nieuw-Zeelands hockeyer.

## Levensloop
Thomas maakte zijn hockeydebuut bij de Central Mavericks, een club uit de Ford National Hockey League. Bij deze club bleef hij actief tot 2019. Vervolgens maakte hij de overstap naar de Nieuw-Zeelandse Premier Hockey League, alwaar hij uitkwam voor de Central Falcons. Later maakte hij de overstap naar het Duitse Uhlenhorster HC. In mei 2022 werd bekend dat hij vanaf seizoen 2022-'23 zou aansluiten bij het Belgische Herakles.
Daarnaast is hij actief bij het Nieuw-Zeelandse hockeyteam. Hij maakte zijn debuut in de nationale ploeg in 2018 en verzamelde 60 caps.